# Jesús Tonatiú López
Jesús Tonatiú López Álvarez (Hermosillo, 2 de agosto de 1997) es un corredor de media distancia mexicano especializado en los 800 metros. Integró la delegación mexicana en los Juegos Olímpicos de París 2024.

## Trayectoria
Representó a su país en los 800 metros en los Campeonatos del Mundo de 2017 sin clasificar a semifinales. Más tarde ese año ganó la medalla de oro en la Universiada de Verano de 2017.
Participó en los Juegos Olímpicos de Tokio de 2020 en donde llegó a la semifinal con un tiempo de 1:44.77.
En los Juegos Panamericanos de 2023 obtuvo la medalla de plata.
Su mejor marca personal de 1:45.51 establecida en Culiacán en 2017 fue el récord nacional. En 2021, eclipsó este récord al marcar 1:43.44 en Atlanta, GA.

## Competiciones internacionales
| Año  | Competencia                               | Lugar                  | Posición      | Categoría | Tiempo  |
| ---- | ----------------------------------------- | ---------------------- | ------------- | --------- | ------- |
| 2013 | Campeonato Mundial Juvenil de Atletismo   | Donetsk, Ucrania       | 29            | 800 m     | 1:54:40 |
| 2014 | Campeonato Mundial Junior de Atletismo    | Oregón, Estados Unidos | 40            | 800 m     | 1:52:59 |
| 2016 | Campeonato Mundial de Atletismo Sub-20    | Bydgoszcz, Polonia     | 4             | 800 m     | 1:46:70 |
| 2017 | Campeonato Mundial de Carreras de Relevos | Nasáu, Bahamas         | 5             | 4 x 800 m | 7:20:92 |
| 2017 | Campeonato Mundial de Atletismo           | Londres, Reino Unido   | 22            | 800 m     | 1:46:71 |
| 2017 | Universiada                               | Taipéi, Taiwán         | 1             | 800 m     | 1:46:06 |
| 2018 | Juegos Centroamericanos y del Caribe      | Barranquilla, Colombia | 1             | 800 m     | 1:45:2  |
| 2019 | Campeonatos de Atletismo NACAC U18 y U23  | Querétaro, México      | 6             | 800 m     | 1:55:87 |
| 2019 | Juegos Panamericanos                      | Lima, Perú             | -             | 800 m     |         |
| 2020 | Juegos Olímpicos de Tokio                 | Tokio, Japón           | 3 (semifinal) | 800 m     | 1:44.77 |
| 2023 | Juegos Panamericanos                      | Santiago, Chile        | 2             | 800 m     | 1:46:04 |

## Récords personales
- 400 metros - 46.69 (Monterrey 2017)
- 800 metros - 1: 43,44 (Atlanta, Georgia 2021)